# جامعة فلوريدا أتلانتيك
جامعة فلوريدا أتلانتيك (بالإنجليزية: Florida Atlantic University)‏ هي جامعة عامة في الولايات المتحدة تأسست عام 1961. تقع في مدينة بوكا راتون ، فلوريدا، الولايات المتحدة الأمريكية.

## إحصائيات
يبلغ عدد طلاب الجامعة 30,803 طالب، منهم 4,666 طالب دراسات عليا.

## وصلات خارجية
الموقع الإلكتروني